# Trahit
Trahiti (iz grškega τραχύς [trahís] - grób) so skupina finozrnatih, na splošno afanitskih do porfiritskih predornin. Glavne komponente trahitov so alkalni glinenci in nekaj mafičnih mineralov (biotit, muskovit, amfibol ali piroksen). Vsebujejo lahko tudi majhne količine natrijevega plagioklaza. Trahiti so predorninski ekvivalent sienita. S padajočo vsebnostjo alkalnih glinencev trahit prehaja v latit, z naraščajočo vsebnostjo kremena pa v riolit.

## Etimolgija in zgodovina
Tipska lokacija trahita je francoska pokrajina Auvergne, kjer ga je leta 1813 odkril in opisal francoski mineralog Alexandre Brongniart. Trahit je vulkanska kamnina, iz katere se med ohlajanjem sproščajo plini in oblikujejo zelo majhne nepravilne luknjice. Trahit ima zato na prelomu zelo grob in nazobčan videz.  
Trahit ima tudi nekaj drugih imen: ortofir, ortoporfir in ortoklazoporfir, ki se nič več ne uporabljajo.

## Kemijska sestava
Kemijska sestava trahita je enaka sestavi globočnine sienita. V diagramu QAPF leži na polju 7. Če njegova modalna sestava ni razpoznavna, je kemijsko opredeljen s poljem T na diagramu TAS. Trahit vsebuje 57,6 - 69  masnih odstotkov SiO2, kar je manj kot v riolitu. Vsebnost alkalnih oksidov K2O in Na2O je več kot 7 masnih odstotkov in je višja kot v dacitu. 

## Mineraloška sestava
V trahitu prevladujejo alkalni glinenci (sanidin in ortoklaz) in z natrijem bogat plagioklaz. Trahit, v katerem je delež alkalnih glinencev v primerjavi s palgoklazom večji od 90 volumskih odstotkov, se imenuje alkalni glinenčni trahit in spada v diagramu QAPF v polje 6. Trahit lahko vsebuhe do 20% kremena in preide v kremenov trahit oziroma kremenov alkalni glinenčni trahit,   ali do 10% foidnih mineralov in preide v foidni trahit oziroma foidni alkalni glinenčni trahit. Podrejene mafične komponente trahita so klinopiroksen, rogovača, biotit, fajalit in druge. Ti minerali dajo trahitu svetlo zelenkasto barvo. 
Trahit ima pogosto porfiritsko teksturo s steklasto ali finozrnato osnovno maso glinencev in vtrošniki iz omenjenih mineralov. Nekateri trahiti se zaradi značilne oblike vtrošnikov imenujejo rombski trahiti.  
Lahko ima tudi obliko obsidijana ali piroklastične kamnine, na primer plovca.

## Nahajališča
Trahit je pogosta vulkanska kamnina, ki se najpogosteje pojavlja v terciarnih in mlajših vulkanskih kamninah na ognjeniških odročjih Italije (okolica Vezuva, otok Ischia), v Nemčiji, Češki (Heřmanov pri  Karlovyh Varyh), Slovaški (Vihorlat in Slanské vrchy), Norveški (Modum v bližini Osla),  Islandiji, Azorskih otokih in vzhodni Afriki.
Kamnino so že v rimskih časih lomili na Drachenfelsu  (Siebengebirge)  v Nemčiji. V srednjem veku je bil trahit iz tega kamnoloma v dolini Rena pomemben gradbeni material, predvsem za notranjo opremo cerkva, fasade in tla in urejanje vrtov. Trahit se težko polira in je odporen proti zmrzali.

## Vira
- Richard V. Dietrich, Brian J. Skinner: Die Gesteine und ihre Mineralien. Ein Einführungs- und Bestimmungsbuch. Ott, Thun 1984, ISBN 3-7225-6287-2.
- Maresch, W.; Medenbach O. (1987). Steinbachs Naturführer Gesteine (Unter Mitarbeit von Hans Dieter Trochim. Herausgegeben von Gunter Steinbach. Neue, bearbeitete Sonderausgabe). München : Mosaik-Verlag. ISBN 3-576-10699-5.